# Huara chapmanae
Huara chapmanae là một loài nhện trong họ Amphinectidae. Loài này phân bố ở New Zealand.